# Рафаель I (маніконго)
Рафаель I (порт. Rafael I) або Нзінґа-а-Нканґа (кон. Nzinga a Nkanga; пом. 1674) — тридцятий маніконго центральноафриканського королівства Конго.
Під час громадянської війни графство Сойо проголосило незалежність від Конго, втім продовжувало втручатись до внутрішніх справ королівства. Зокрема 1669 року правитель Сойо вторгся до Сан-Сальвадора й повалив маніконго Педру III, замінивши його на Алвару IX, більш лояльного до Сойо. Однак уже наступного року представники династії Кімпанзу, обурені втручанням Сойо до справ держави, повалили свого ж представника на королівському троні та звели на престол Рафаеля I.
Одразу ж після сходження на трон Рафаель був змушений тікати зі столиці під тиском володарів Сойо, які заручились підтримкою з боку голландців. Рафаель вирушив до Луанди, сподіваючись на допомогу португальців. За це маніконго пообіцяв гроші, пільги на видобуток корисних копалин, а також дозвіл на будівництво португальського форту в Сойо. Португальці погодились на такі умови, та битва, що відбулась між ними та голландцями при Кітомбо, завершилась принизливою поразкою для португальців, які були змушені тікати до Луанди. Зрештою, Португалія була змушена визнати незалежність Сойо, а папа римський навіть надіслав свого нунція з запевненнями в тому, що більше ніхто не зазіхатиме на суверенітет Сойо.
Разом з тим, такі події дозволили Рафаелю повернутись до столиці та правити там до 1673 року.